# Neuve-Chapelle
Neuve-Chapelle (flämisch: Noefcappel) ist eine französische Gemeinde mit 1.404 Einwohnern (Stand: 1. Januar 2022) im Département Pas-de-Calais in der Region Hauts-de-France. Sie gehört zum Arrondissement Béthune und zum Kanton Beuvry (bis 2015: Kanton Laventie). Die Einwohner werden Fleurbaisiens genannt.

## Geographie
Neuve-Chapelle liegt in der historischen Region Flandern etwa elf Kilometer nordöstlich von Béthune. Umgeben wird Neuve-Chapelle von den Nachbargemeinden Laventie im Norden, Aubers im Osten, Lorgies im Süden und Südosten sowie Richebourg im Westen.

## Bevölkerungsentwicklung
| Jahr                      | 1962 | 1968 | 1975 | 1982 | 1990 | 1999 | 2006 | 2013 |
| Einwohner                 | 484  | 462  | 471  | 548  | 864  | 958  | 1358 | 1304 |
| Quelle: Cassini und INSEE |      |      |      |      |      |      |      |      |

## Sehenswürdigkeiten

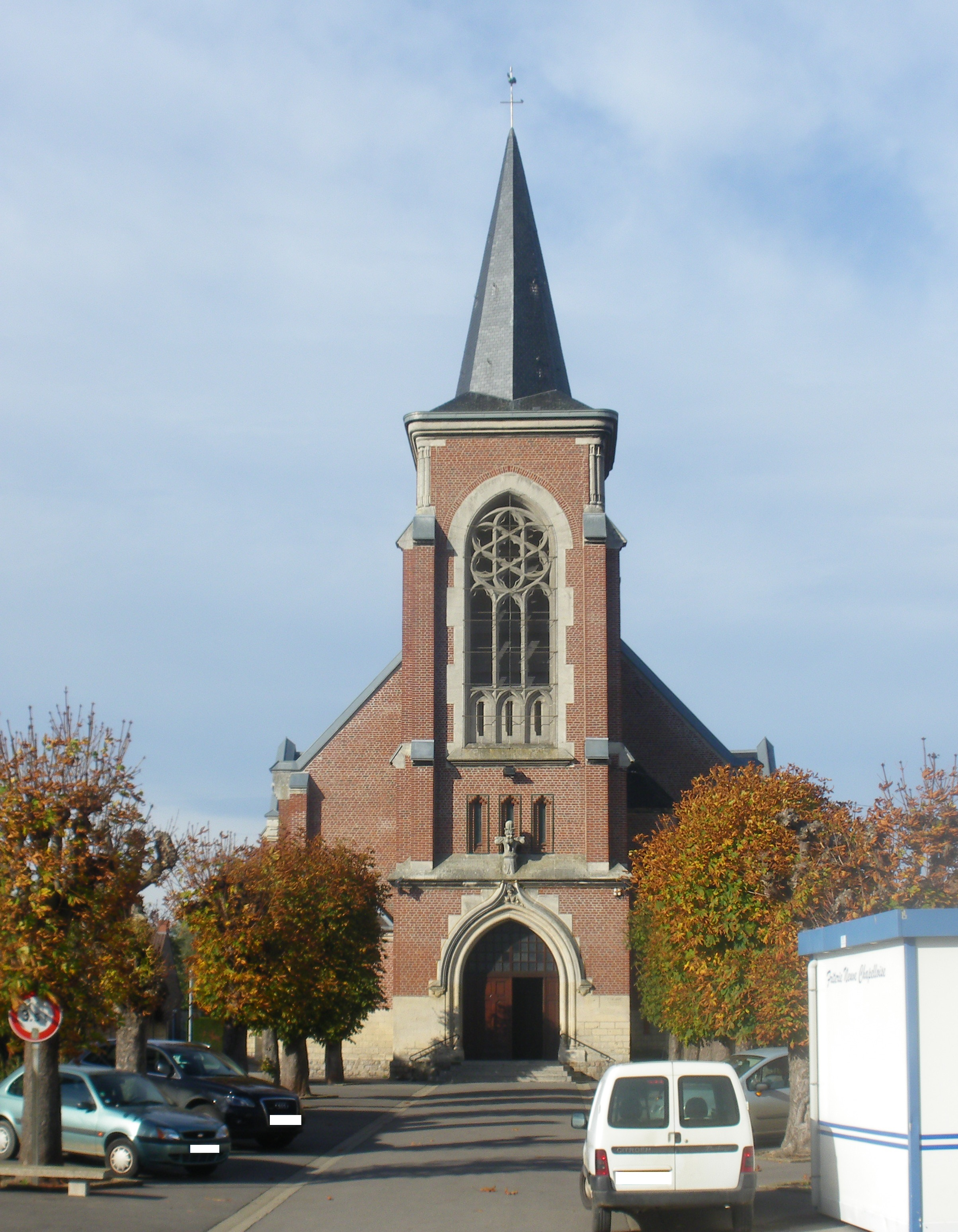
Kirche Saint-Christophe

- Kirche Saint-Christophe
- Britischer Militärfriedhof